# Gambler (cómic)
Gambler (español: Jugador) es el nombre de tres supervillanos que aparecen en los cómics estadounidenses publicados por DC Comics.
La versión de Steven Sharpe de Gambler fue interpretado por Eric Goins en la serie de televisión Stargirl en la primera y tercera temporada de DC Universe y The CW Network.

## Historial de publicaciones
La versión de Steven Sharpe III de Gambler apareció por primera vez en 1944 en Green Lantern # 12 en una historia titulada "The Gambler" del escritor Henry Kuttner y el artista Martin Nodell, como enemigo del original Green Lantern. En octubre de 1947, Gambler fue uno de los seis miembros originales de la Sociedad de la Injusticia, que comenzó a luchar contra la Sociedad de la Justicia de América en All Star Comics #37 (Oct. 1947).
La versión Steven Sharpe V de Gambler apareció por primera vez en New Titans #68 y fue creada por Karl Kesel, Barbara Kesel y Steve Erwin.

## Biografía ficticia

### Steven Sharpe III
Steven Sharpe III provenía de una larga línea de jugadores compulsivos. Cuando le propuso matrimonio a su novia Helen el día después de graduarse de la escuela secundaria, ella se negó a menos que pudiera demostrar que no era un jugador compulsivo como su abuelo. Luego se escapó con un "Salón de Billar" Charlie, otro jugador, que acababa de ganar una fortuna en la lotería. Sharpe prometió convertirse en una nueva persona después de este día. Por suerte, un camión blindado se estrelló a unos metros de él. Al ver esto como una señal, Sharpe se sirvió todo el dinero que pudo conseguir y prometió tomar todo lo que pudiera de la vida a partir de ese día. Adoptó el nombre de Gambler en recuerdo de su abuelo. Durante los siguientes años, Gambler se unió a un carnaval ambulante, donde adquirió sus habilidades con disfraces, pistolas y cuchillos arrojadizos.
Sharpe tuvo un éxito inmediato como criminal. Comenzó robando trenes y bancos de pueblos pequeños. Al aburrirse, se mudó al Este a las grandes ciudades. El es visto en Gotham City por Green Lantern mientras estaba de pie junto a su propio cartel de búsqueda. Gambler eludió a Green Lantern dos veces usando su pistola especial Derringer, que podía disparar amoníaco o apagar el gas además de balas reales. Cuando volvió a emerger, había adoptado una nueva identidad después de su abuelo que jugaba en el río: Gambler. Como Gambler, se ganó la fama temprana al llevar a cabo un atraco a un banco de una pequeña ciudad contra grandes probabilidades. En algún momento, Sharpe pasó un tiempo con un carnaval, aprendiendo una variedad de lanzamientos de cuchillos y técnicas de maquillaje para completar sus disfraces. Tan efectivos fueron sus disfraces que el propio Sharpe afirma haber olvidado su apariencia original y su edad hasta el día de hoy sigue siendo desconocida. Inicialmente, Sharpe permaneció en el delta del Mississippi, robando trenes, bancos de pequeñas ciudades y similares. Uno de los primeros verdaderos criminales disfrazados, rápidamente se convirtió en uno de los criminales más exitosos y desarrolló un culto a la personalidad que recuerda a los mafiosos de la década anterior.
Para 1944, el ego del jugador no estaba satisfecho con sus éxitos en el medio oeste y llevó sus operaciones a las ciudades más grandes del este. Tomó la táctica descarada de pasar el rato en las oficinas de correos junto a su propio cartel de "Se busca" para provocar a los transeúntes, dos de los cuales eran Alan Scott y Doiby Dickles. Al darse cuenta de que el famoso criminal estaba en Gotham City, Scott asumió su identidad como Green Lantern y persiguió al criminal. Alcanzó a Gambler dos veces, solo para ser frustrado por la pistola especial Derringer que Gambler guardaba escondida en su manga, una que disparaba amoníaco o gas de apagón. Finalmente, en una carrera de caballos, Gambler decidió cambiar las probabilidades a su favor provocando que los caballos salieran en estampida entre la multitud para cubrir su escape. Linterna Verde reunió a las bestias, sin embargo, y después de la captura de sus secuaces, Linterna Verde #12).
Gambler, como la mayoría de los criminales en los cómics, era extremadamente hábil para escapar de la prisión. En 1946, le escribió una nota a Green Lantern diciéndole al héroe que escaparía de la prisión y luego retó al héroe a que lo detuviera. Cuando el héroe llegó para registrar la prisión, se sorprendió al ver a su amigo Doiby Dickles en una celda. El jugador había usado su dominio del disfraz para confundir a Green Lantern. En la confusión, Gambler logró escapar con la ayuda de Green Lantern, así como liberar a todos los reclusos de la prisión. Usó al verdadero Dickles como rehén para escapar de Green Lantern. En otro escape, Gambler sobornó al verdugo de su propia electrocución para que arreglara el piso para electrificarlo en lugar de la silla. Esto incapacitó a la multitud, que incluía a Green Lantern, y le permitió escapar.
Gambler se enfrentó a Green Lantern muchas veces más a lo largo de los años. En una ocasión, ganó un barco de juego y lo armó hasta los dientes. En otra ocasión ayudó a un coleccionista de arte a cometer fraude de seguros, entrando en conflicto con Starman y Sandman.
Gambler fue uno de los miembros originales de la Sociedad de la Injusticia, que planeó matar a la Sociedad de la Justicia y controlar los Estados Unidos utilizando un ejército de convictos fugitivos. Gambler pudo capturar a Átomo, y todos los demás miembros, excepto Green Lantern, fueron encarcelados. Este grupo fracasó miserablemente debido a que Green Lantern se hizo pasar por el Pensador después de fingir su muerte, y Gambler regresó a prisión. Se escapó de la prisión nuevamente y entró en conflicto con Flash y Green Lantern. Incluso se asoció con Icicle y Fiddler en un intento de matar a Starman.
En un momento, Gambler se casó y tuvo un hijo. También tuvo dos nietos, a quienes impartió gran parte de su conocimiento criminal. La última vez que Sharpe obtuvo la libertad condicional, viajó a Las Vegas. Se enamoró de los juegos de azar en el Taj Mahal Casino. Lo que el jugador no sabía era que los juegos en este casino estaban amañados y pronto perdió cada centavo. Esta derrota final, junto con todas las derrotas que había sufrido a manos de héroes disfrazados, fue demasiado para Sharpe. Usando su famosa pistola Derringer, se pegó un tiro en la cabeza.
Su suicidio fue luego vengado por su nieta Rebecca, quien se convirtió en la villana conocida como Hazard. Su nieto Steven V se convirtió en el segundo Gambler.
Debido a las irregularidades del tiempo de los cómics y la dificultad de fusionar Earth-2 (que era una línea de tiempo de cómics en tiempo "real") en una nueva Tierra post-crisis, el año del suicidio del Gambler fue 1) un histórico 1985 o 1986, o 2) un móvil "un año antes del debut de Injustice Unlimited" según la historia de fondo de Hazard contada en Infinity Inc. #35 (1987).
Como parte del evento Blackest Night, el cadáver de Steven III es reanimado por un anillo de poder negro y reclutado para Black Lantern Corps.
En el Universo DC después del final de la marca DC Rebirth, Gambler fue visto como miembro de Sociedad de la Injusticia cuando Hawkman y Hawkgirl cuentan su tiempo en la década de 1940 cuando la Sociedad de la Justicia luchó contra la Sociedad de la Injusticia. Sandman fue quien se enfrentó a Gambler y lo derrotó.

### Steven Sharpe V
Después de la muerte de Steven III, Steven Sharpe V tomó el relevo de su abuelo como el Gambler. Mientras mantenía oculta su identidad como el Gambler y se hacía pasar por el Joker, reorganizó y equipó a la Royal Flush Gang. Bajo su liderazgo, la pandilla luchó contra los Nuevos Titanes, pero fueron derrotados.
Gambler se asoció con Amos Fortune, el Mago (William Zard) y el segundo Sportsmaster, y creó un "club de lucha" superpoderoso utilizando a miembros de la Sociedad de la Justicia como combatientes. El club de lucha fue dividido por Stargirl, Gypsy y Vixen.

### Tercer Gambler
En DC Rebirth, se vio a un jugador anónimo tratando de robar un banco, solo para ser frustrado por Simon Baz y Jessica Cruz.

## Poderes y habilidades
Gambler es un jugador experto, estratega y maestro del disfraz. A pesar de carecer de superpoderes reales, su naturaleza astuta y su talento para detectar oportunidades lo hacen extremadamente impredecible y peligroso.

### Equipo
Gambler es muy hábil con su arma característica, una pistola Derringer que oculta en su persona y ha sido modificada para disparar diferentes tipos de gases según la situación. También está altamente capacitado en el uso de cuchillos arrojadizos.

## En otros medios
- Gambler aparece en la serie de televisión de acción real Stargirl, interpretado por Eric Goins. Esta versión es miembro de la Sociedad de la Injusticia, es un pirata informático experto, maneja una pistola derringer y fue el némesis del Doctor Mid-Nite en lugar de Green Lantern. Apareciendo por primera vez en el episodio piloto, Steven Sharpe acompaña a la Sociedad de la Injusticia en su ataque a la Sociedad de la Justicia de América, durante el cual luchó contra el líder de la JSA, Starman. En su identidad civil, Sharpe es el director financiero egocéntrico e indiferente de The American Dream, una empresa privada que trabaja para revitalizar económicamente a Blue Valley. En el episodio "S.T.R.I.P.E.", Sharpe se reúne con su líder, Icicle, para discutir si la sucesora de Starman, Stargirl, es una amenaza potencial para sus planes. Después de ayudar a Icicle a hacer los preparativos, Sharpe ayuda a la ISA a promulgar Project: New America en el episodio de dos partes, "Stars and S.T.R.I.P.E." Sin embargo, después de que la JSA de Stargirl frustra sus planes, borra los servidores de la ISA y escapa mientras sus compañeros de equipo son asesinados o capturados. En el episodio de la tercera temporada "Frenemies – Chapter One: The Murder", Sharpe regresa a Blue Valley para hacer las paces, pero es rechazado por Pat Dugan y Shade. Mientras trabaja en una carta para Rebecca, su hija separada, descubre que alguien está filmando ciertos lugares en Blue Valley. Mientras investiga una cámara fuera de su tráiler, un asaltante desconocido mata a Sharpe.
- La encarnación de Steven Sharpe III de Gambler aparece en All-New Batman: The Brave and the Bold #7.